# Conseil d'État (République démocratique allemande)
 (décembre 2019).
Si vous disposez d'ouvrages ou d'articles de référence ou si vous connaissez des sites web de qualité traitant du thème abordé ici, merci de compléter l'article en donnant les références utiles à sa vérifiabilité et en les liant à la section « Notes et références ».
Pour les articles homonymes, voir Conseil d'État.

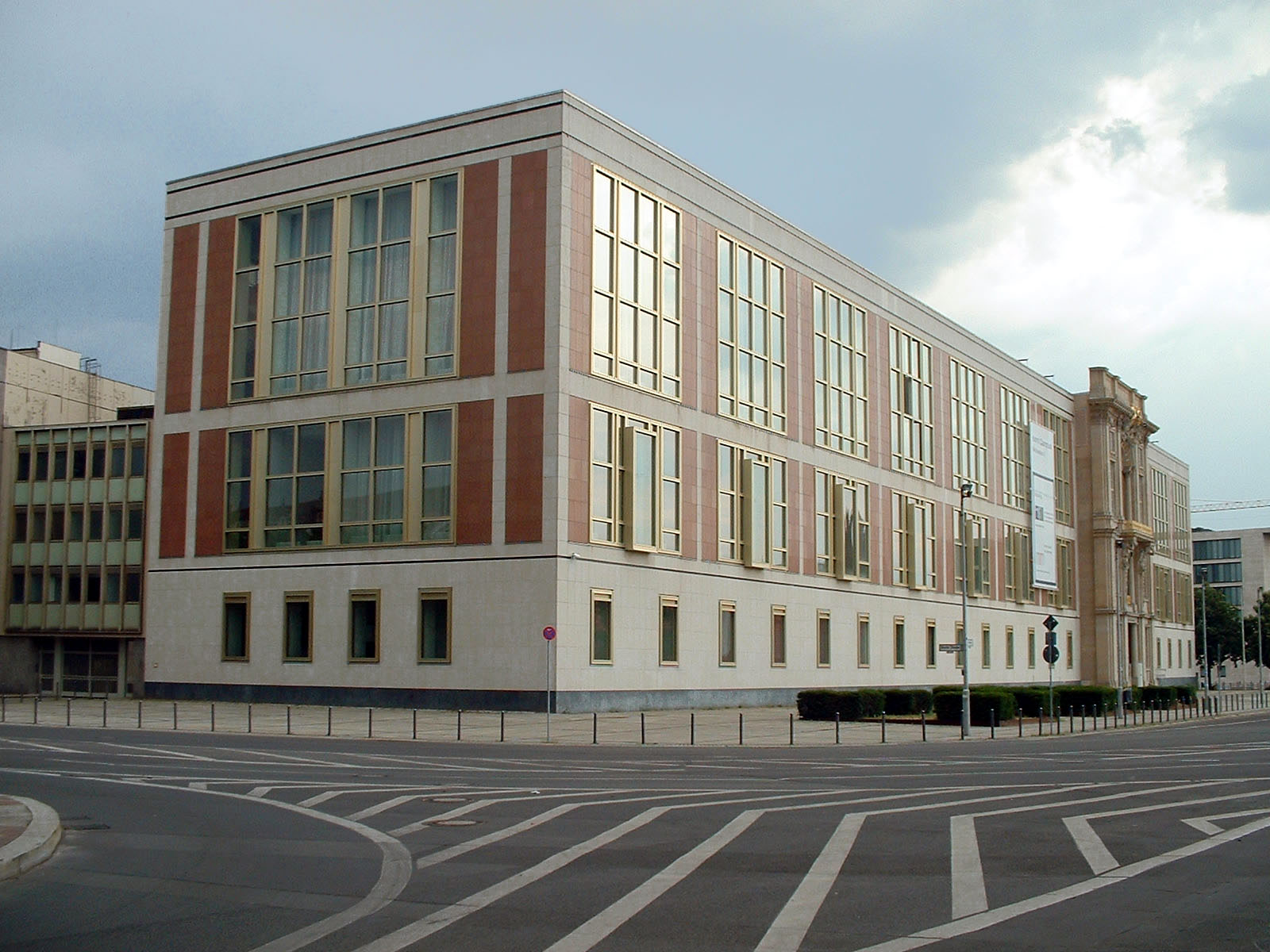
Le Staatsratsgebäude, bâtiment du Conseil d'État à Berlin.

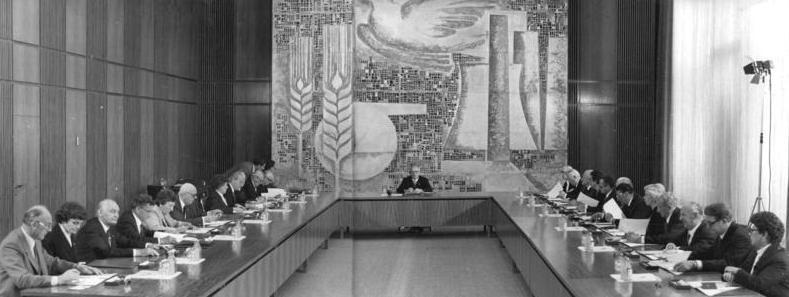
Une réunion du Conseil d'État le 25 juin 1981, celle-ci étant présidée par Erich Honecker.

Le Conseil d'État de la République démocratique allemande (Staatsrat der Deutschen Demokratischen Republik) est un organisme étatique créé en RDA en 1960 pour assumer collectivement la direction du pays.

## Historique
À la mort de Wilhelm Pieck le 7 septembre 1960, la présidence de la République est remplacée par le Conseil d'État en vertu de la loi du 12 septembre 1960. Suivant l'article 66FF de la Constitution d'Allemagne de l'Est de 1968, le président du Conseil d'État (Vorsitzender des Staatsrats der DDR) assume une fonction équivalente à celle de chef d'État. La charge en demeure cependant essentiellement symbolique, la réalité du pouvoir résidant dans la fonction de secrétaire général (ou secrétaire national) du Parti socialiste unifié d'Allemagne (SED). 
Jusqu'en 1989 et à l'exception de la période 1971-1976, la présidence du Conseil d'État et la fonction de dirigeant du SED sont assumées par les mêmes hommes, d'abord Walter Ulbricht (président du Conseil d'État de 1960 à sa mort en 1973 et dirigeant du Parti entre 1950 et 1971) puis Erich Honecker (dirigeant du Parti de 1971 à 1989 et président du Conseil d'État de 1976 à 1989). En 1971, Ulbricht est remplacé par Honecker à la tête du Parti, mais conserve la présidence du Conseil d'État, Honecker étant devenu dans les faits le nouveau dirigeant de l’État. Après la mort d'Ulbricht en 1973, la présidence du Conseil d'État est détenue par Willi Stoph, avant que Honecker ne l'assume lui-même en 1976.
Le Conseil d'État est élu pour quatre ans (cinq ans à partir de 1974) par la Chambre du peuple. Il se compose d'un président, de vice-présidents, de seize membres et d'un secrétaire En 1965, les six vice-présidents du Conseil d'État étaient Willi Stoph, président du Conseil des ministres (SED), Johannes Dieckmann, président de Chambre du peuple (LDPD), Gerald Götting, président de la CDU, Heinrich Homann (en) (NDPD), Manfred Gerlach (LDPD), Hans Rietz (en) (NBD). Cinq femmes en font partie. De ces vingt-quatre membres, treize appartiennent au SED, dont le secrétaire, Otto Gotsche, écrivain.
En 1989, à la chute du régime est-allemand, les deux charges sont brièvement assumées par Egon Krenz, quelques semaines avant l'effondrement du Parti. La présidence est ensuite assumée par Manfred Gerlach, également président du Parti libéral-démocrate d'Allemagne (LDPD). Après les premières et dernières élections législatives libres de la RDA, remportées en mars 1990 par la CDU, le Conseil d'État est aboli par un vote de la Chambre le 5 avril suivant ; la fonction de chef de l'État étant alors assumée par la présidente du Parlement Sabine Bergmann-Pohl durant le processus de réunification allemande.

## Présidents
- Walter Ulbricht (1960-1973)
- Friedrich Ebert[2] (1973) intérim
- Willi Stoph (1973-1976)
- Erich Honecker (1976-1989)
- Egon Krenz (1989)
- Manfred Gerlach (1989-1990)